# 1280
| [ Edytuj tabelę ]                          |                                                                  |
| Książę Małopolski                          | - 1279 Leszek Czarny 1288                                        |
| Książę Wielkopolski                        | - 1273 Przemysł II 1296                                          |
| Król Albanii                               | - 1272 Karol I 1285                                              |
| Współksiążęta Andory                       | - 1278 Pere d'Urg 1293 - 1278 Roger Bernard I 1302               |
| Król Angkoru                               | - 1244 Dżajawarman VIII 1295                                     |
| Król Anglii                                | - 1272 Edward I 1307                                             |
| Król Aragonii i Walencji, hrabia Barcelony | - 1276 Piotr III Wielki 1285                                     |
| Margrabia Brandenburgii                    | - 1267 Konrad 1304 - 1267 Jan II 1281 - 1267 Otto IV 1308        |
| Książę Burgundii                           | - 1272 Robert II 1306                                            |
| Książę Dolnej Bawarii                      | - 1253 Henryk XIII 1290                                          |
| Książę Górnej Bawarii                      | - 1253 Ludwik II 1294                                            |
| Cesarz Bizancjum                           | - 1261 Michał VIII Paleolog 1282                                 |
| Car Bułgarii                               | - 1279 Iwan Asen III 1280 - 1280 Jerzy I Terter 1292             |
| Cesarz Chin                                | - 1279 Kubilaj-chan 1294                                         |
| Król Cypru                                 | - 1267 Hugo III 1284                                             |
| Król Czech                                 | - 1278 Wacław II 1305                                            |
| Król Danii                                 | - 1259 Eryk Glipping 1286                                        |
| Władca Egiptu                              | - 1279 Kalawun 1290                                              |
| Cesarz Etiopii                             | - 1270 Jykuno Amlak 1285                                         |
| Król Francji                               | - 1270 Filip III Śmiały 1285                                     |
| Król Gruzji                                | - 1271 Dymitr II Ofiarny 1289                                    |
| Hrabia Holandii                            | - 1256 Floris V 1296                                             |
| Cesarz Japonii                             | - 1274 Go-Uda 1287                                               |
| Kalif                                      | - 1262 Al-Hakim bi-Amr Allah 1302                                |
| Król Kastylii i Leónu                      | - 1252 Alfons X Mądry 1284                                       |
| Patriarcha Konstantynopola                 | - 1275 Jan XI Bekkos 1289                                        |
| Władca Korei                               | - 1274 Ch’ungnyŏl 1308                                           |
| Wielki książę litewski                     | - 1269 Trojden 1282                                              |
| Sułtan Maroka                              | - 1259 Abu Jusuf Jakub 1286                                      |
| Król Nawarry                               | - 1274 Joanna I z Nawarry 1284                                   |
| Król Norwegii                              | - 1263 Magnus VI Prawodawca 1280 - 1280 Eryk II Wróg Księży 1299 |
| Hrabia Palatynatu                          | - 1253 Ludwik II Bawarski 1294                                   |
| Papież                                     | - 1277 Mikołaj III 1280                                          |
| Król Portugalii                            | - 1279 Dionizy I 1325                                            |
| Sułtan Rumu                                | - 1265 Kaj Chusrau III 1282                                      |
| Książę Rusi halickiej                      | - 1270 Lew I 1300                                                |
| Cesarz Rzymski (niemiecki)                 | - 1257 Alfons z Kastylii 1284 - 1273 Rudolf I Habsburg 1291      |
| Książę Saksonii                            | - 1260 Albrecht II 1298                                          |
| Król Serbii                                | - 1276 Stefan Dragutin 1282                                      |
| Król Singasari                             | - 1268 Kertanagara 1292                                          |
| Król Szkocji                               | - 1249 Aleksander III 1286                                       |
| Król Szwecji                               | - 1275 Magnus I Birgersson Ladulås 1290                          |
| Doża Wenecji                               | - 1275 Jacopo Contarini 1280 - 1280 Giovanni Dandolo 1289        |
| Król Węgier                                | - 1272 Władysław IV Kumańczyk 1290                               |
| Wielki mistrz zakonu krzyżackiego          | - 1273 Hartmann von Heldrungen 1282                              |

Rok 1280 / MCCLXXX
stulecia: XII wiek ~
XIII wiek ~
XIV wiek

lata: 1270 «
1275 «
1276 «
1277 «
1278 «
1279 «
1280
» 1281
» 1282
» 1283
» 1284
» 1285
» 1290

## Wydarzenia w Polsce
- Na Małopolskę i Lubelszczyznę najechał książę halicki Lew Daniłowicz.
- miał miejsce najazd litewski na Lubelskie i Sandomierskie[1].
- Obrona grodu w Sandomierzu przed wojskami rusko-tatarskimi
- 23 lutego – zwycięstwo rycerstwa polskiego pod dowództwem Leszka Czarnego nad wojskami rusko-tatarskimi w bitwie pod Goźlicami.
- 7 marca – rycerstwo polskie pod wodzą księcia Leszka Czarnego wyruszyło z Krakowa z wyprawą odwetową na Ruś.
- 6 lipca – Królowa Kinga, święta, ufundowała klasztor klarysek w Starym Sączu.
- 8 lipca – Przemków uzyskał prawa miejskie.

- Około 1280 roku zostały założone Ząbkowice Śląskie.
- Henryk IV Probus w Wiedniu złożył królowi Niemiec - Rudolfowi I hołd lenny

## Wydarzenia na świecie
- 9 maja – Eryk II został królem Norwegii.

- Chiny - pierwsze wzmianki o broni palnej i armacie.
- Węgry - bitwa pod Hódtó.

## Urodzili się
- Klara z Rimini, włoska klaryska, błogosławiona katolicka (zm. 1326)
- Wilhelm III d'Avesnes, hrabia de Hainaut (zm. ?)

## Zmarli
- 10 lutego – Małgorzata II Flandryjska, hrabina Flandrii (ur. 1202)[2]
- 9 maja – Magnus VI Prawodawca, król Norwegii (ur. 1238)[3]
- 22 sierpnia – Mikołaj III, papież (ur. ok. 1210–1220)[4]
- 15 listopada – św. Albert Wielki, dominikanin, jeden z największych teologów średniowiecza, astrolog (ur. ok. 1200)[5]
- data dzienna nieznana:
  - Iwajło, car Bułgarii (ur. ?)[6]